# Kazimierz Lubomirski
Kazimierz Lubomirski, (né le 16 juillet 1869 à Przeworsk, mort le 15 décembre 1930 à Cracovie), prince de la famille Lubomirski.

## Biographie
Il est le fils du prince Jerzy Henryk Lubomirski (1817-1872) et de Cecylia Zamoyska.
Il succède à son cousin, Stefan Lubomirski, à la présidence du Comité national olympique polonais
Il est inhumé dans l'église des Dominicains à Cracovie.

## Mariage et descendance
En 1902, il épouse Maria Teresa Wodzicka (1883-1948). Ils ont pour enfants:
- Henry (1905-1986),
- Cecylia Lubomirska (1907-2001),
- Sebastian (1908-1997)
- Andrew (1911-2003).